# 厦门大学生物博物馆
厦门大学生物博物馆（英語：Biological Museum of Xiamen University）是一座位于厦门大学的生物学主题博物馆。

## 历史
前身是厦门大学生命科学学院动物标本馆，2016年4月4日建成开馆，庆祝厦门大学95周年校庆，位于厦门大学思明校区成义楼，隶属于厦门大学生命科学学院。展区面积共5,600平方米，共设有猫科、灵长类等13个展厅，馆藏有3,000多个动物实物标本。

## 营业时间
- 周二至周日：上午九点至下午五点半
- 周一闭馆